# Eragrostis mauiensis
Eragrostis mauiensis là một loài thực vật có hoa trong họ Hòa thảo. Loài này được Hitchc. mô tả khoa học đầu tiên năm 1922.